# Believe (album Pendragona)
Believe – album studyjny zespołu Pendragon z 2005 roku.

## Spis utworów
1. „Believe” – 2:57
2. „No Place for the Innocent” – 5:36
3. „The Wisdom of Solomon” – 7:07
4. „The Wishing Well” – 21:07
  1. „For Your Journey” – 4:31
  2. „Sou' by Sou'west” – 6:48
  3. „We Talked” – 5:29
  4. „Two Roads” – 4:19
5. „Learning Curve” – 6:38
6. „The Edge of the World” – 8:20

## Skład zespołu
- Nick Barrett - śpiew, gitara
- Clive Nolan - instrumenty klawiszowe
- Peter Gee - gitara basowa, gitara
- Fudge Smith - instrumenty perkusyjne

## Pozycje na listach
| Lista | Kraj   | Pozycja |
| ----- | ------ | ------- |
| OLiS  | Polska | 48      |